# Воском (Тексас)
Воском (енгл. Waskom) град је у америчкој савезној држави Тексас. По попису становништва из 2010. у њему је живело 2.160 становника.

## Демографија
Према попису становништва из 2010. у граду је живело 2.160 становника, што је 92 (4,4%) становника више него 2000. године.
| Група             | 2000.         | 2010.         |
| Белци             | 1.512 (73,1%) | 1.408 (65,2%) |
| Афроамериканци    | 326 (15,8%)   | 287 (13,3%)   |
| Азијати           | 3 (0,1%)      | 5 (0,2%)      |
| Хиспаноамериканци | 204 (9,9%)    | 423 (19,6%)   |
| Укупно            | 2.068         | 2.160         |